# Yūta Watanabe
Yūta Watanabe (jap. 渡邊 雄太 Watanabe Yūta; ur. 13 października 1994 w Miki) – japoński koszykarz, występujący na pozycji niskiego skrzydłowego, od 2024 zawodnik Memphis Grizzlies.
19 grudnia 2020 zawarł umowę z Toronto Raptors na występy zarówno w NBA, jak i zespole G-League – Raptors 905. 28 sierpnia 2022 został zawodnikiem Brooklyn Nets. 4 lipca 2023 dołączył do Phoenix Suns. 8 lutego 2024 trafił w wyniku wymiany do Memphis Grizzlies.

## Osiągnięcia
Stan na 6 lutego 2024, na podstawie, o ile nie zaznaczono inaczej.
NCAA
- Obrońca roku konferencji Atlantic 10 (2018)[7]
- Zaliczony do:
  - I składu defensywnego Atlantic 10 (2017, 2018)
  - III składu konferencji Atlantic 10 (2018)
- Zawodnik tygodnia Atlantic 10 (4.12.2017)

Reprezentacja
- Brązowy medalista mistrzostw Azji Wschodniej (2013)
- Uczestnik:
  - mistrzostw Azji (2013 – 9. miejsce)
  - kwalifikacji olimpijskich (2016 – 6. miejsce)